# Arado SD III
Arado SD III – niemiecki samolot myśliwski zaprojektowany i zbudowany w wytwórni Arado Flugzeugwerke po zakończeniu I wojny światowej. Maszyna początkowo budowana w wersji Arado SD II, zmodernizowana jeszcze w fazie produkcji do wersji SD III.

## Historia
11 października 1927 roku oblatany został Arado SD I. Samolot powstała w ramach tajnego projektu o kryptonimie Heitag, którego celem było zaprojektowanie i zbudowanie jednomiejscowy myśliwca obrony kraju. Konstrukcja nie spełniła oczekiwań. Jej niewielkie rozmiary, zbyt krótki ogon i niewystarczająca powierzchnią usterzenia pionowego generowały problemy w pilotażu podczas lotu z niską prędkością. Reichswehrministerium, niemieckie ministerstwo obrony zleciło producentowi wykonanie niezbędnych modyfikacji. Zaprojektowano nową maszynę, oznaczoną jako SD II, zamówiono dwa prototypy. Jedyny wybudowany prototyp oblatano w 1929 roku. Arado SD II był większy i cięższy od swojego poprzednika. Niestety i tym razem, maszyna sprawiała problemy pilotażowe. Konstrukcja nie była dalej rozwijana ale stała się podstawą do prac nad kolejnym myśliwcem Arado Ar 64. Z kolei drugi znajdujący się na linii montażowej prototyp, jeszcze przed jego ukończeniem, zmodyfikowano do wersji Arado SD III. SD III otrzymał 9 cylindrowy, gwiazdowy silnik chłodzony powietrzem Siemens & Halske Jupiter 6,3 d o mocy 490 KM, napędzający dwułopatowe, drewniane śmigło. Po próbach w locie wytwórnia podjęła decyzje o niekontynuowaniu dalszego rozwoju wersji SD III, podobnie jak to miało miejsc z modelem SD II a skupieniu się na rozwoju Arado Ar 64.

## Konstrukcja
Dwupłatowa, jednomiejscowa maszyna bazowała na rozwiązaniach użytych przy budowie samolotu Arado II. Maszyna napędzana była 9-cylindrowym, chłodzonym powietrzem silnikiem gwiazdowym Siemens & Halske Jupiter 6,3 d o mocy 490 KM z dwułopatowym, drewnianym śmigłem. Uzbrojenie stanowiły dwa stałe karabiny maszynowe MG08/15 kalibru 7,92 mm strzelające przez krąg śmigła. Podwozie stałe z płozą ogonową.